# Australian Open 2002 – ženská čtyřhra
Obhájkyněmi titulu byly americké sestry Serena a Venus Williamsovy, které před zahájením turnaje odstoupily pro poranění mladší Sereny. Venus již do deblové soutěže nenastoupila, když nevytvořila náhradní dvojici s jinou hráčkou.
Soutěž ženské čtyřhry vyhrál osmý nasazený švýcarsko-ruský pár Martina Hingisová a Anna Kurnikovová, který v boji o titul porazil slovensko-španělskou dvojici Daniela Hantuchová a Arantxa Sánchezová Vicariová ve třech setech 6–2, 6–7 a 6–1.

## Nasazené páry
1. Lisa Raymondová /  Rennae Stubbsová (semifinále)
2. Cara Blacková /  Jelena Lichovcevová (1. kolo)
3. Virginia Ruanová Pascualová /  Paola Suárezová (3. kolo)
4. Kim Clijstersová /  Ai Sugijamová (3. kolo)
5. Nicole Arendtová /  Liezel Huberová (3. kolo)
6. Sandrine Testudová /  Sandrine Testudová (3. kolo)
7. Els Callensová /  Nicole Prattová (3. kolo)
8. Martina Hingisová /  Anna Kurnikovová (vítězky)
9. Tina Križanová /  Katarina Srebotniková (čtvrtfinále)
10. Amanda Coetzerová /  Lori McNeilová (čtvrtfinále)
11. Silvia Farinaová Eliaová /  Barbara Schettová (2. kolo)
12. Daniela Hantuchová /  Arantxa Sánchezová Vicariová (finále)
13. María José Martínezová Sánchezová /  Anabel Medinaová Garriguesová (2. kolo)
14. Conchita Martínezová /  Magüi Sernaová (semifinále)
15. Janet Leeová /  Wynne Prakusjová (2. kolo)
16. Alexandra Fusaiová /  Caroline Visová (2. kolo)

## Pavouk
| Legenda                                                       |                                                                        |                                                   |
| - Q – kvalifikant - WC – divoká karta - LL – šťastný poražený | - Alt – náhradník - SE – zvláštní výjimka - PR/SR – žebříčková ochrana | - w/o – bez boje - r – skreč - d – diskvalifikace |